# Maresuke Nogi

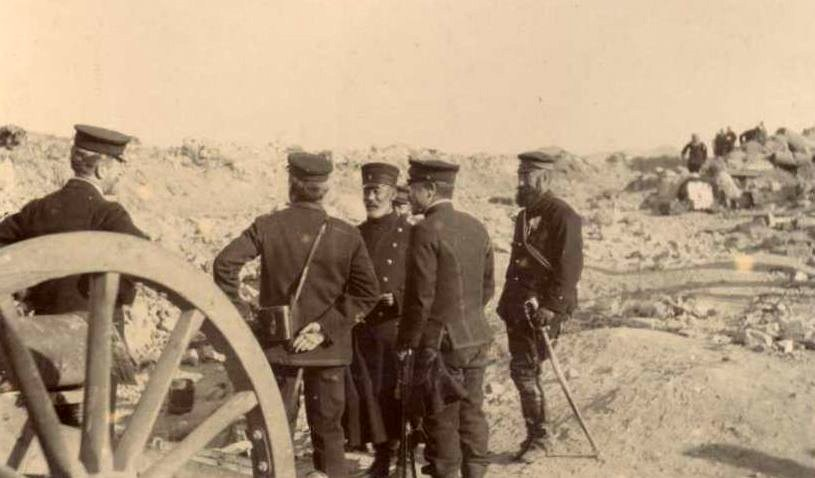
Generaal Nogi bij een buitgemaakt Russisch kanon te Port Arthur op 2 januari 1905.

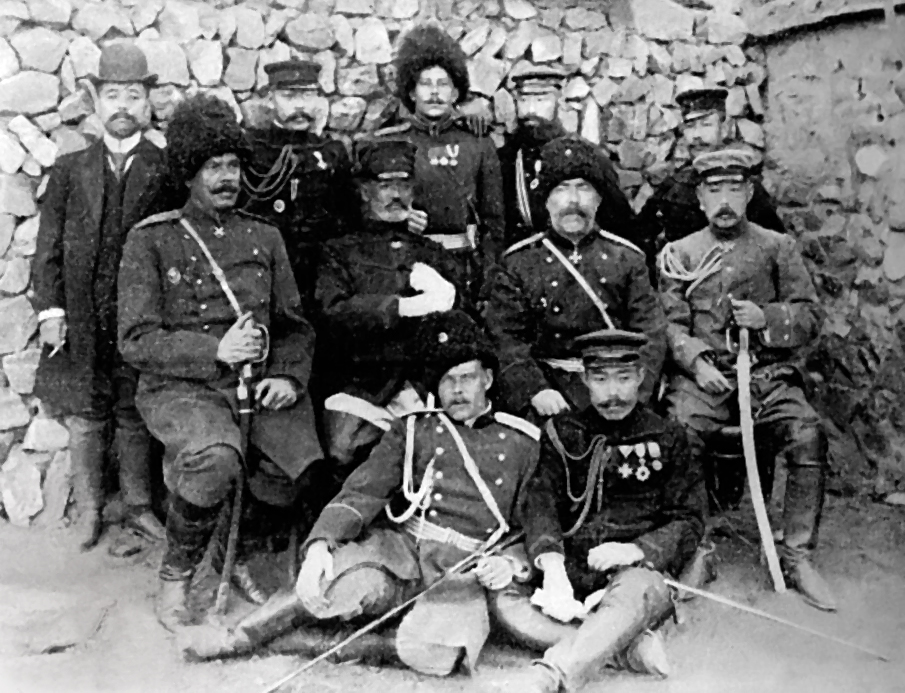
Generaal Nogi met Anatoli Stessel na de Russische overgave van Port Arthur op 2 januari 1905.

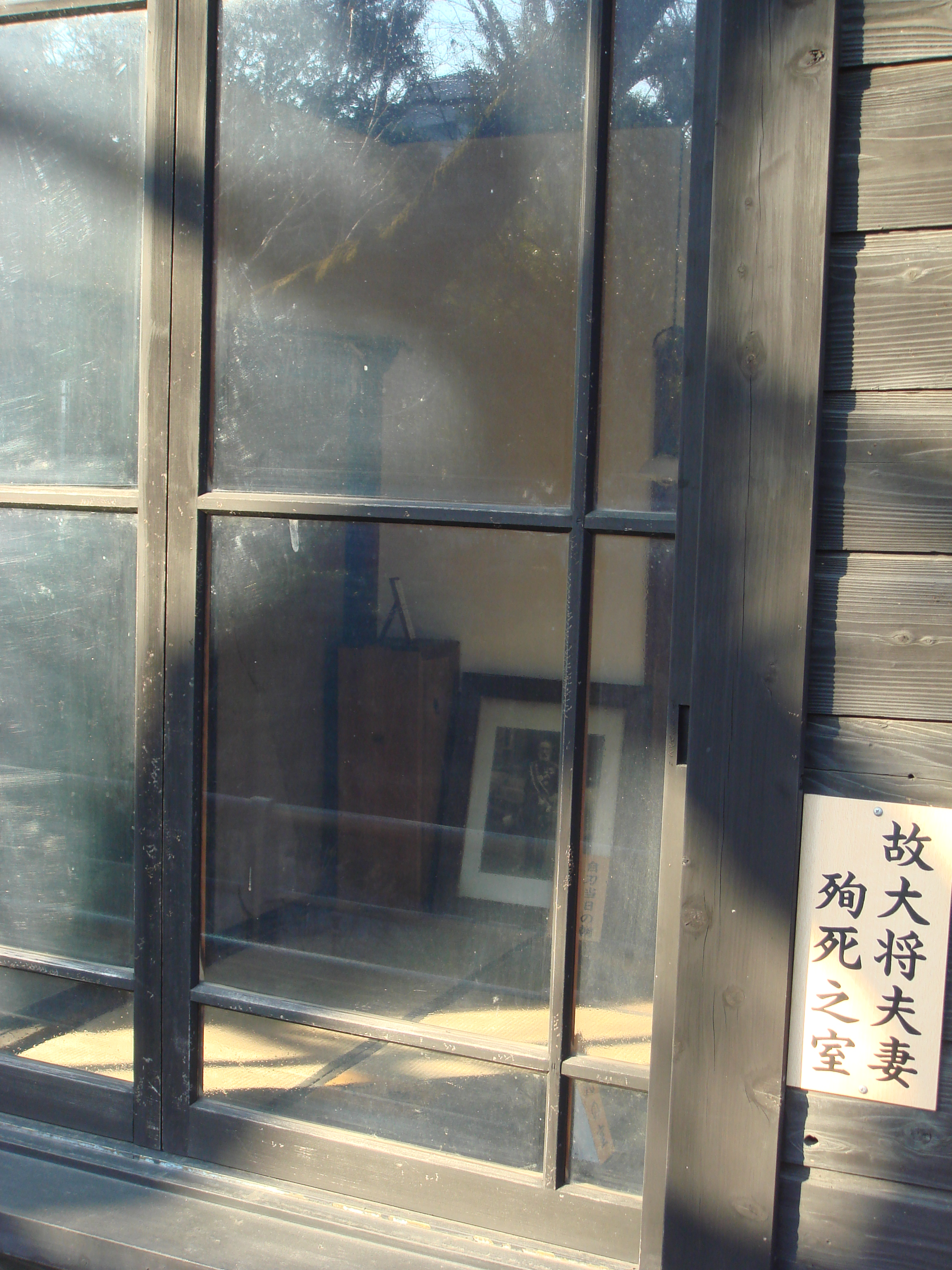
Kamer waar Nogi en zijn vrouw seppuku pleegden.

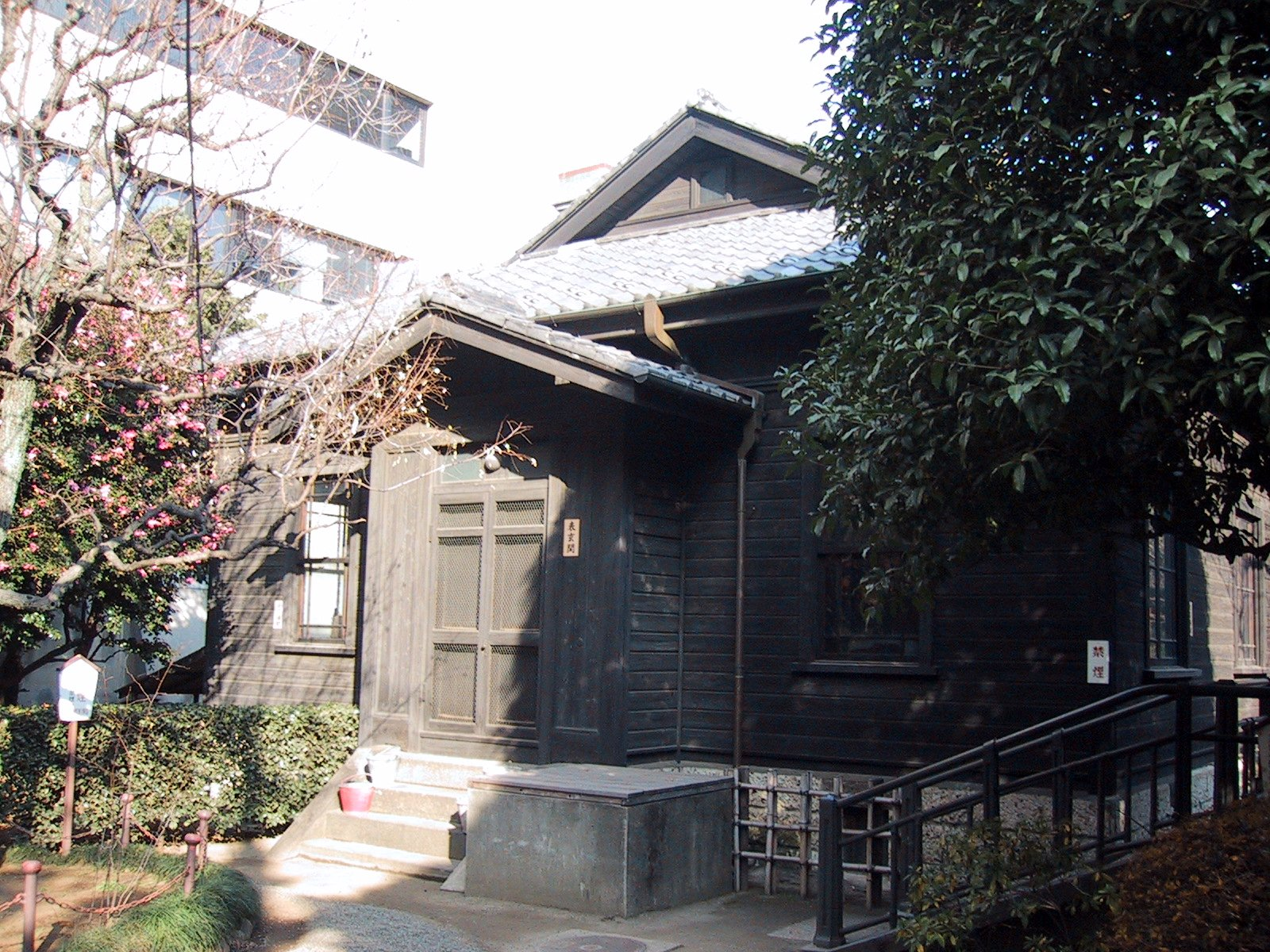
Huis van Nogi te Nogizaka.

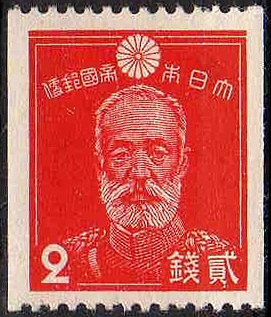
Postzegel met Nogi

Maresuke Nogi (Japans: 乃木 希典, Nogi Maresuke) (Edo, 25 december 1849 – Tokio, 13 september 1912) was een Japans generaal.

## Beginjaren
Nogi was de zoon van een samoerai van de Chofu-clan.
In november 1869 nam hij dienst bij de Fushimi Goshin Heisha. Na zijn opleiding ging hij als instructeur naar Kawatō-kazerne te Kioto en daarna  naar Toyōra als instructeur van de kustverdediging.
In 1871 werd Nogi majoor in het Japans Keizerlijk Leger.  In 1875 werd hij militair attaché van het 14e infanterieregiment. In 1876 werd Nogi stafofficier van de troepen te Kumamoto. Hij kreeg vervolgens het bevel over het 1e regiment infanterie. Hij sloeg de Satsuma-opstand van Saigo Takamori te Kyushu neer en werd luitenant-kolonel.

## Gezin
Op 27 augustus 1876 huwde Nogi met de twintigjarige Shizuko, de vierde dochter van samoerai Yuji Sadano van de Satsumaclan.
Op 28 augustus 1877 werd hun eerste zoon Katsunori geboren en kocht Nogi een huis in Nizakamachi (Tokio).  
In 1887 reisde Nogi met Kawakami Soroku naar Duitsland om westerse strategie en tactiek te bestuderen.
In 1878 werd hij kolonel. In 1879 werd hun tweede zoon, Yasunori, geboren.

## China
In 1894 in de Eerste Chinees-Japanse Oorlog nam Nogi als generaal-majoor met de 1e infanteriebrigade Port Arthur in na één dag vechten.
In 1895 nam hij met de 2e infanteriebrigade Taiwan in met de Japanse invasie van Taiwan (1895).

## Taiwan
Na de oorlog werd hij baron danshaku en kreeg hij de Orde van de Gouden Wouw.
Nogi werd gouverneur-generaal van Taiwan van 14 oktober 1896 tot februari 1898. Hij verhuisde met heel zijn familie. Zijn moeder kreeg er malaria en stierf.

## Russisch-Japanse Oorlog
In 1904 bij uitbraak van de  Russisch-Japanse Oorlog kreeg Nogi als generaal het bevel over het Japanse Derde Leger van 90.000 man. Hij moest de Russische marinehaven Port Arthur innemen in het zuiden van het schiereiland Liaodong van Mantsjoerije. Nogi landde kort na de slag bij Nanshan, waarin zijn oudste zoon sneuvelde op 27 mei 1904 tijdens een operatie na een buikwond. Ook Nogi's jongste zoon sneuvelde op 30 november 1904 nadat hij met zijn hoofd op een rots viel bij de verovering van de strategische heuvel 203.
Een snelle verovering van Port Arthur bleek onmogelijk en Nogi begon een belegering van Port Arthur van 1 augustus 1904 tot 2 januari 1905.
Nogi leidde zijn 3e Leger in de beslissende Slag bij Mukden.

## Verslag aan de Keizer
Na de oorlog bracht Nogi verslag uit bij Keizer Meiji in een Gozen Kaigi.
Hij weende en verontschuldigde zich voor de 56.000 dode soldaten en verzocht om seppuku te mogen plegen. Keizer Meiji antwoordde dat alle verantwoordelijkheid bij de keizerlijke bevelen lag en dat Nogi moest blijven leven totdat de keizer zou sterven.
Nogi werd graaf en ontving de Orde van de Rijzende Zon.
Nogi werd hoofd van de Gakushuin school van 1908 tot 1912 en werd de mentor van de latere keizer Hirohito.
Nogi gaf geld aan ziekenhuizen voor gewonde soldaten.
In 1911 reisde Nogi met Prins Higashifushimi Yorihito naar Engeland voor de kroning van George V van het Verenigd Koninkrijk. Nogi maakte daar kennis met Robert Baden-Powell.

## Rituele zelfmoord
Kort na de dood van keizer Meiji pleegden Nogi en zijn vrouw seppuku.
In zijn afscheidsbrief schreef hij dat hij de oneer te Kyūshū wilde uitwissen en zich verontschuldigde voor de duizenden doden te Port Arthur. Hij schonk zijn lichaam aan de wetenschap.

## Militaire loopbaan
- Luitenant-kolonel (中佐 Chūsa): 22 april 1877
- Generaal-majoor (少将 Shōshō): 21 mei 1885
- Luitenant-generaal (中将 Chūjō): 29 april 1895
- Generaal (大将 Taishō): 1904

## Decoraties
- Baron op 20 augustus 20 1895
- Grootlint in de Orde van de Heilige Schatten op 26 juni 1897
- Graaf op 21 september 1904
- Grootlint in de Orde van de Gouden Wouw op 1 april 1906
  - Der Derde klasse op 20 augustus 1895
- Grootlint van de Orde van de Rijzende Zon met Pauwlonia bloesems op 1 april 1906
  - Der Tweede klasse op 20 augustus 1895
  - Der Derde klasse op 7 april 1885
- Pour le Mérite op 8 september 1906
- Grootkruis in het Legioen van Eer op 16 april 1907
- Gouden Medaille voor Verdienste (Chili) op 28 april 1909
- Grootkruis in de Orde van de Ster van Roemenië op 25 oktober 1911
- Ere Ridder Grootkruis in de Orde van het Bad (GCB) op 12 januari 1912[1]
- Ere Ridder Grootkruis in de Koninklijke Orde van Victoria (GCVO) in 1911

## Dichter
Nogi heeft gedichten nagelaten. 
Na de Slag bij Nanshan in 1904, waarin zijn oudste zoon sneuvelde, schreef hij:
| 金州城外の作                                                | Geschreven buiten de muren van Jinzhou |
| ----------------------------------------------------------- | --- |
| 山川草木轉荒涼 十里風腥新戰場 征馬不前人不語 金州城外立斜陽 | Bergen en rivieren, bomen en gras, alle verlaten, Alles binnen tien li stinkt naar bloed op het slagveld. Mijn dapper paard staat stil, soldaten zwijgen. Ik sta buiten Jinzhou in de ondergaande zon. |

Na de slag om de 203 meter heuvel van 1904-05, waarin zijn tweede zoon sneuvelde, klaagde hij:
| 爾靈山                                                      | Berg van zielen |
| ----------------------------------------------------------- | --- |
| 爾靈山嶮豈難攀 男子功名期克艱 鐵血覆山山形改 萬人齊仰爾靈山 | Was het zwaar om de heuvel van 203 meter te beklimmen? Was het moeilijk voor mannen om eer te behalen? De heuvel ziet er anders uit, gehuld in ijzer en bloed. Wij kijken met ontzag op naar de berg van zielen. |

Na afloop van de Russisch-Japanse Oorlog schreef hij:
| 凱旋                                                        | Zegelied |
| ----------------------------------------------------------- | --- |
| 皇師百萬征強虜 野戰攻城屍作山 愧我何顔看父老 凱歌今日幾人還 | Als leider van het keizerlijk leger gijzelde ik een miljoen soldaten. De slag gaf een berg lijken. Ik schaam me voor hun oude vaders. Een zegelied? Hoeveel mannen kunnen terug naar huis? |